# Pettnau
Pettnau är en ort och kommun i distriktet Innsbruck-Land i förbundslandet Tyrolen i Österrike. Kommunen har 1 114 invånare (2024). Den ligger 18 km väster om Tyrolens huvudstad Innsbruck.